# Biblioteca Pública Gratuita de Concord
La Biblioteca Pública Gratuita de Concord (Concord Free Public Library) es una biblioteca pública situada en la ciudad de Concord, Massachusetts. El edificio principal se encuentra ubicado en el número 129 de Main Street, y la sucursal de Fowler se localiza el 1322 de la misma calle, en Concord Oeste.

## Historia
La Biblioteca Pública Gratuita de Concord fue fundada por el nativo de Concord William Munroe, hijo del homónimo y afamado fabricante de lápices. Munroe trabajó con otros miembros prominentes de Concord para formar una Junta de fideicomisarios que proporcionaría apoyo financiero para la construcción de la biblioteca. Los planes de construcción fueron encargados a la firma de arquitectos Snell y Gregerson de Boston. El terreno fue comprado en 1869 y la construcción comenzó en 1872. La biblioteca fue finalmente inaugurada el 1 de octubre de 1873. 
En marzo de 1885, la Biblioteca Pública Gratuita de Concord fue la primera institución en prohibir Las aventuras de Huckleberry Finn de Mark Twain, y varios periódicos de Nueva Inglaterra aplaudieron su prohibición: el Daily Advertiser (Boston), el Daily Republican (Springfield, Massachusetts) y el Freeman (Concord,  Massachusetts). Pero muchos otros criticaron o se burlaron de la decisión de la biblioteca, y como un buen número de contemporáneos y el propio Twain percibieron, la prohibición contribuyó a la publicidad de la novela y contribuyó a su venta.
La sucursal de Fowler de la Biblioteca Pública Gratuita de Concord fue diseñada por el arquitecto Harry Little, inaugurándose el 18 de mayo de 1930. 